# Euro Dance Festival
Das Euro Dance Festival ist ein Tanzfestival und findet seit 2007 jährlich im Frühjahr in Deutschland statt. Mit der Kombination von Tanzworkshops, Shows und Messe bietet diese Veranstaltung eine Plattform für Tänzer, Trainer, Choreographen und Hobbytänzer. Von Standard über Latein, Salsa, Discofox, Tango, Argentino, Swing, Hip-Hop und Breakdance sind alle Tanzstile vertreten. Showprogramme, Galaabende und Tanzpartys, auf denen Tanzprofis ihr Können präsentieren, runden die sechs Veranstaltungstage ab.
Ausgerichtet wird das Tanzfestival von der Agentur Gutmann Events GmbH & Co. KG, der Tanzschule Gutmann und dem Europa-Park in Rust bei Freiburg, welcher auch Veranstaltungsort ist. Im Zuge des Festivals werden bis zu 20 Säle gleichzeitig für die Workshops genutzt.
Das Festival besteht aus Tanz-Workshops in Theorie und Praxis, Messe und Tanzshows. Tanzschulinhaber aus ganz Europa treffen sich zum Austausch beim Businesstag, der Teil des Programms ist.
Rund 600 jeweils einstündige Workshops werden pro Festival von Profi-Tänzern, Weltmeistern, nationalen und internationalen Trainern sowie Choreografen unterrichtet. Das Kursprogramm umfasst alle Tanzstile, aktuelle Trends, Figuren und Techniken sowie Seminare zu tanzrelevanten Themen. Seit 2008 werden alle Workshops in Level von eins bis vier eingestuft.
Aktuelle Trends in Mode, Licht- sowie Tontechnik und viele weitere Themen rund ums Tanzen werden auf der Tanzmesse in einem separaten Bereich vorgestellt.
An vier der sechs Festivaltage findet ein Abendprogramm statt. Auf den Partys und Bällen präsentieren die Weltstars in Tanzshows ihr Können.
Weltmeister aller Klassen und TV-bekannte Tanzpaare, Tänzerinnen und Tänzer wie Motsi Mabuse und Evgenij Voznyuk, Marcus Hilton, Joanna Leunis und Michael Malitowski, Karen Forcano und Ricardo Vega, Marcus Weiß und Isabel Edvardsson, Niels „Storm“ Robitzky, Joachim Llambi, Tatiana Mollmann und Jordan Frisbee, Dmitry Zharkov & Olga Kulikova, Arunas Bizokas und Katusha Demidova sind regelmäßig zu Gast und unterrichten die teilnehmenden Gäste persönlich.